# Russell Brookes
Russell Brookes (rođen 16. kolovoza 1945.) je bivši britanski vozač reli utrka, koji je nastupao na utrkama Svjetskog prvenstva u reliju (engl. WRC).
Počeo se utrkivati 1963.g. Tijekom karijere nastupio je na 21 reli utrke svjetskog prvenstva u reliju (1973-1994). Nastupao je vozeći autmobile Ford, Talbot, Vauxhall/Opel. Na 3 utrke svjetskog prvenstva uspio je završiti na pobjedničkom podiju. To mu je pošlo za rukom tri godine za redom (1977-1979) na utrci Wales Reli Velika Britanija. 
Osvoji Britansko prvenstvo u reliju 1977. u automobilu Ford Escort RS1800 i 1985. u automobilu Opel Manta 400.
Godine 1978. pobijedio je na Reliju Novi Zeland.